# 요시와라 유곽

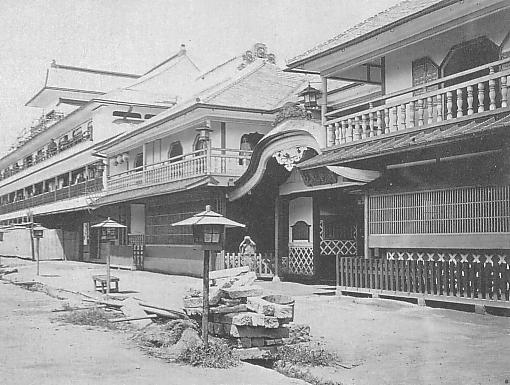
메이지 5년(1872년)에 촬영된 요시와라 유곽.

요시와라 유곽(吉原遊廓 요시와라유우카쿠[*])은 에도 막부 때 운영된 공창이다. 처음에는 니혼바시 근처(현재의 도쿄도 주오구 니혼바시닌교정)에 위치해 있었다가, 메이레키 대화재 이후 센소지 뒤(오늘날의 다이토구 니혼즈쓰미)로 이전했다. 그래서 전자를 원 요시와라(元吉原), 후자를 신 요시와라(新吉原)라고 불렀다.
원래는 오고쇼 도쿠가와 이에야스의 사망지인 슨푸(오늘날의 시즈오카시 아오이구) 성하(城下)의 니조마치 유곽 일부가 도쿄로 옮겨온 것이 그 시초이다.